# Карл Шранц
Карл Шранц  (нім. Karl Schranz, 18 листопада 1938) — австрійський гірськолижник, олімпійський медаліст.

## Виступи на Олімпіадах
| Олімпіада       | Дисципліна         | Місце  |
| --------------- | ------------------ | ------ |
| Скво-Веллі 1960 | швидкісний спуск   | 7      |
| Скво-Веллі 1960 | гігантський слалом | 7      |
| Інсбрук 1964    | швидкісний спуск   | 11     |
| Інсбрук 1964    | гігантський слалом | 2      |
| Інсбрук 1964    | слалом             | 24     |
| Гренобль 1968   | швидкісний спуск   | 5      |
| Гренобль 1968   | гігантський слалом | 6      |
| Гренобль 1968   | слалом             | участь |

## Зовнішні посилання
- Досьє на sport.references.com [Архівовано 1 лютого 2010 у Wayback Machine.]